# Rhagoletis rumpomaculata
Rhagoletis rumpomaculata
 es una especie de insecto del género Rhagoletis de la familia Tephritidae del orden Diptera. 
Hardy la describió científicamente por primera vez en el año 1964.